# سبد وسيع الذيل
سبد وسيع الذيل (الاسم العلمي: Caprimulgus macrurus) هو نوع من جنس سبد.

## معرض صور

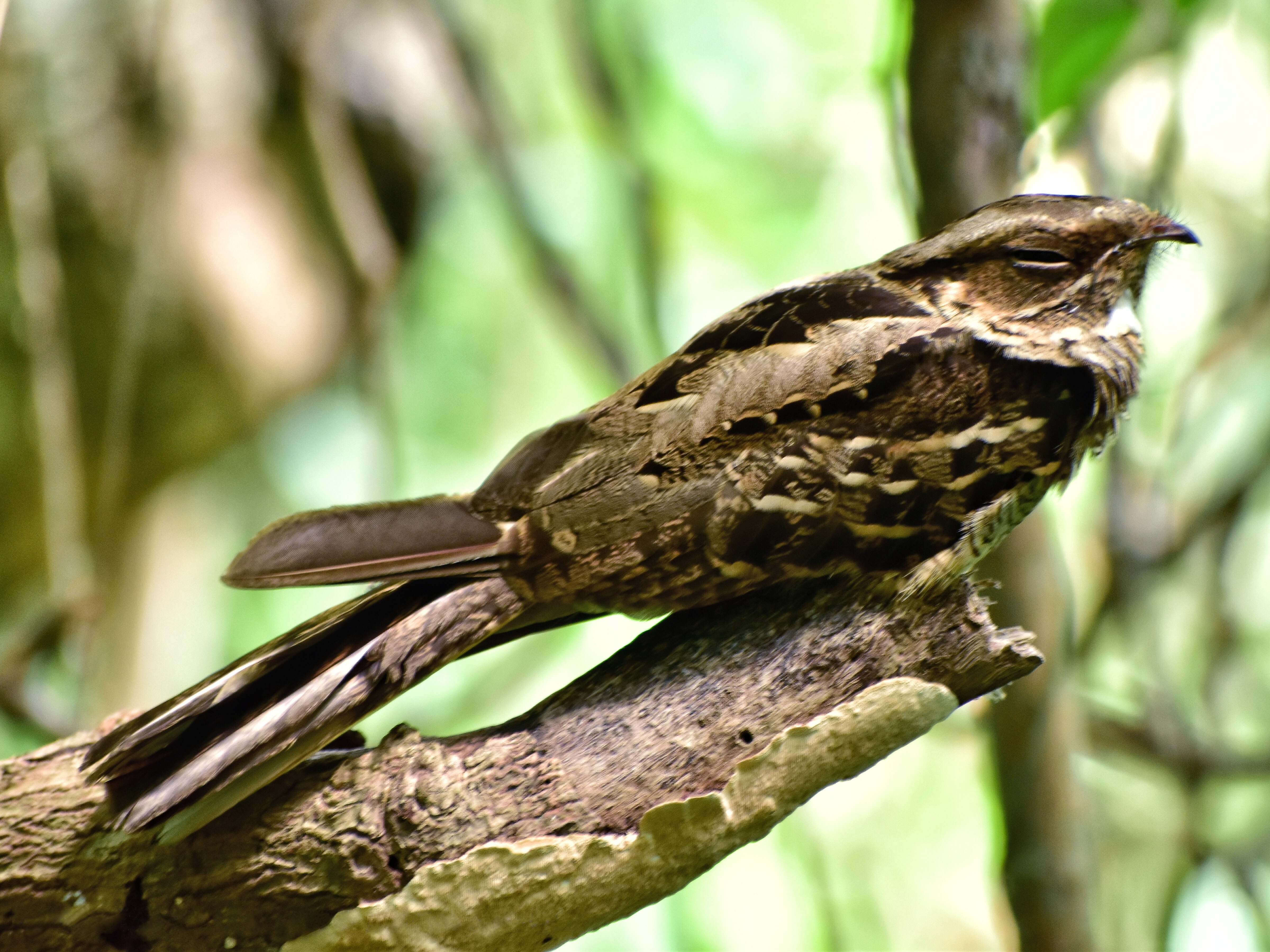
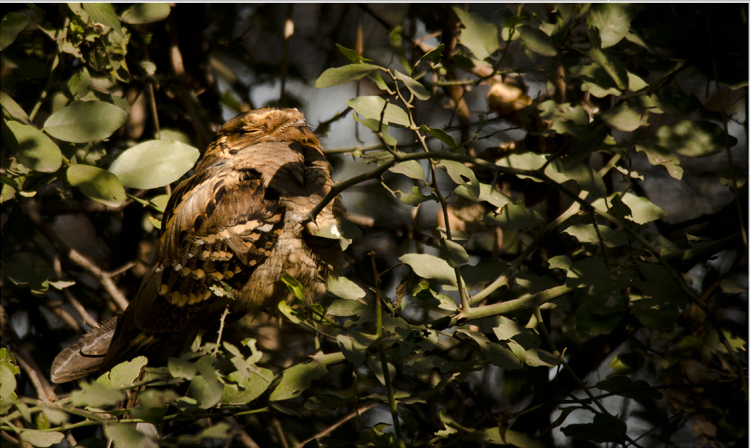
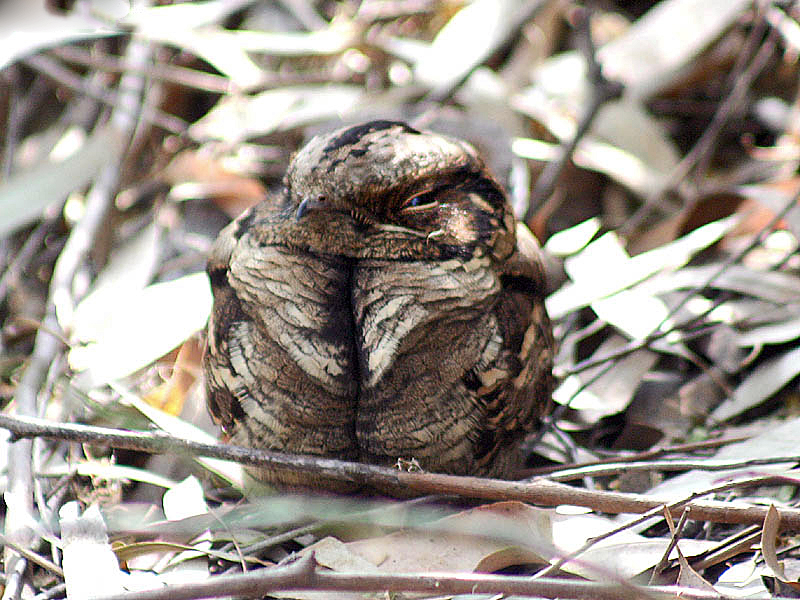
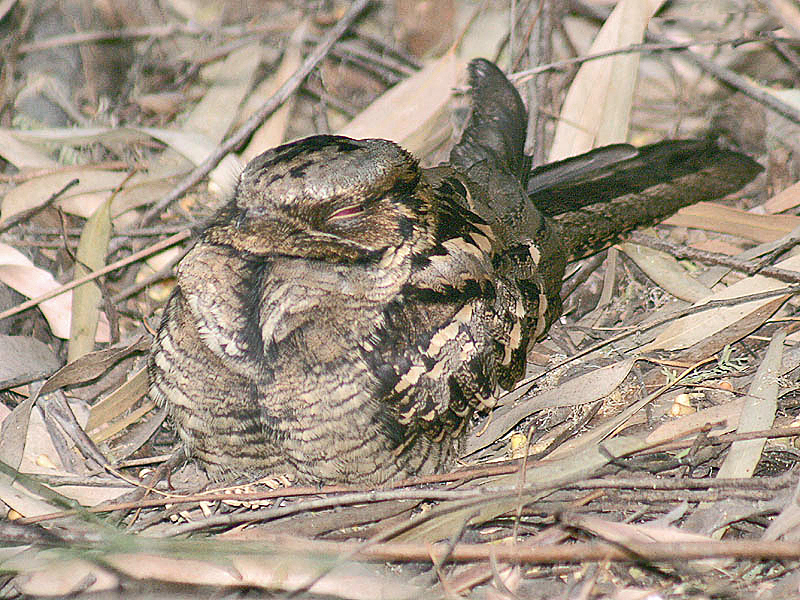
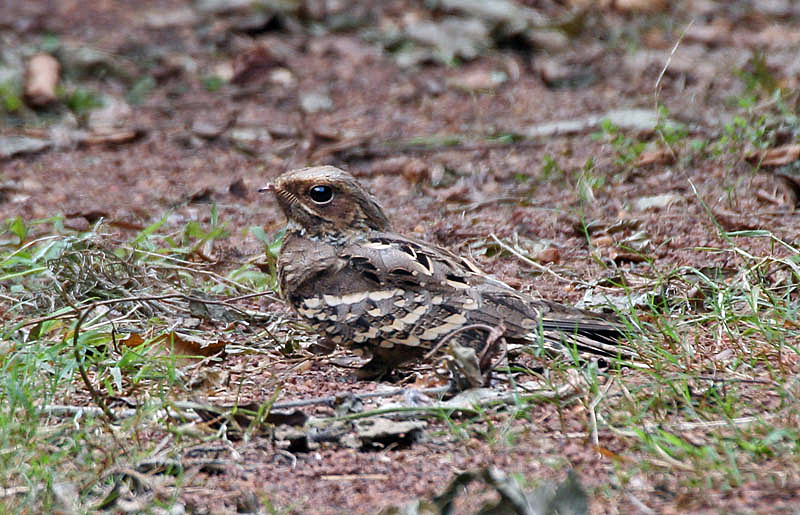